# Макнерни, Джозеф Тэггэрт
Джозеф Тэггэрт Макнерни (англ. Joseph Taggart McNarney; 28 августа 1893 — 1 февраля 1972) — американский военачальник, генерал (март 1945).

## Биография
Образование получил в Военной академии (1915), летной школе в Сан-Диего (1916), тактическом колледже ВВС (1921), Командном и штабном колледже в Форт-Ливенворте и Армейском военном колледже (1930).
Службу начал в июне 1915 года 2-м лейтенантом в 21-м пехотном полку, в 1916 году был переведен в корпус связи. В 1917 году был направлен во Францию и в январе 1918 года зачислен в Главную квартиру ВВС. В составе 1-й эскадрильи участвовал в боях на севере Франции.
С февраля 1919 года командир 2-й армейской наблюдательной группы.
В конце 1920-х годов служил в авиационной секции Военного департамента Генштаба. С 1930 года начальник летной праймери-скул в Рандольффилд (Техас), затем командовал 7-й бомбардировочной группой и был исполнительным офицером 1-го бомбардировочного крыла.
С августа 1933 по март 1935 года инструктор Армейского военного колледжа, затем начальник отдела Главной квартиры ВВС. В июле 1939 года введен в состав Объединённого армейского комитета по планированию, а в мае 1940 года — в Американо-канадский постоянный совет обороны.
В мае 1941 года Макнерни назначен начальником штаба специальной наблюдательной группы в Лондоне, а после атаки японцев на Пёрл-Харбор включен в состав комиссии по расследованию причин катастрофы.
С января 1942 года член Совета по реорганизации армии. В марте 1942 года назначен 1-м заместителем начальника штаба Армии США генерала Дж. Маршалла. Руководил разработкой планов операций по борьбе с подводными лодками противника с привлечением авиации.
В октябре 1944 года переведен в действующую армию в качестве командующего американскими войсками на Средиземноморском театре военных действий и заместителя Верховного главнокомандующего войсками союзников на Средиземном море. Ближайший помощник фельдмаршалов Г. Вильсона и Г. Александера. В сентябре 1945 года Макнерни назначен и. о. верховного главнокомандующего войсками союзников на Средиземном море, а в ноябре — командующим войсками США в Европе и главнокомандующим американскими оккупационными войсками в Германии.
С марта 1947 года старший член Военного штабного комитета ООН (со штаб-квартирой в Нью-Йорке), с октября 1947 года начальник Командования ВВС в Огайо, а в сентябре 1949 года начальник департамента Комитета по обороне.
31 января 1952 года вышел в отставку.